# Крисп
Вижте пояснителната страница за други личности с името Крисп.
Флавий Юлий Клавдий Крисп, син на Константин I Велики, е цезар от 317 до 326 г.

## Биография
Роден от първата жена на Константин Минервина, получил християнско образование заедно с другите синове на императора. На 1 март 317 баща му го провъзгласил за цезар в Сердика и го изпратил като префект на Галия. Постига успехи във войната с франки (320) и алемани (322). През 324 постигнал забележителна морска победа над Лициний в Хелеспонт и Босфора.
Бляскавата му кариера на престолонаследник била прекъсната по странен и потискащ начин. Изглежда Крисп загубил благоволението на баща си Константин Велики, който му отнел управлението на провинциите и го задържал. През 326 Константин взел Крисп със себе си при посещението в Рим по случай 20-годишнината от неговото управление. В разгара на честванията императора заповядал сина му да бъде задържан, отведен извън града и убит.
Истинските причини за убийството на Крисп остават загадка. Според някои Константин се страхувал от популярността на сина си и го подозирал в заговор, според други е искал да отстрани единствения си наследник от нелегитимния му първи брак с Минервина. Зосим и Зонара твърдят че Крисп бил замесен в заговор и прелюбодейство с мащехата си Фаустина, но някои твърдят че след като тя неуспешно се опитала да го прелъсти го наклеветила пред Константин. Когато той разбрал измамата убил и нея. Крайно несигурните и противоречиви сведения не позволяват да се правят точни заключения, но сигурно екзекуцията на Крисп имала връзка с несъгласие с политиката на баща му.
| Римски императори               |                                                           |                      |
| Константин I Велики (306 – 337) | Съимператор с Констанций II, цезар и Константин II, цезар | Далмаций (335 – 337) |
| Римска империя                  |                                                           |                      |